# Agulla bicolor
Agulla (Agulla) bicolor is een kameelhalsvliegensoort uit de familie van de Raphidiidae. De soort komt voor in het Nearctisch gebied.
Agulla (Agulla) bicolor werd voor het eerst wetenschappelijk beschreven door Albarda in 1891.